# Galaxia espiral M58
La Galaxia M58 (también conocida como Messier 58, M58 o NGC 4579) es una galaxia espiral barrada de la constelación de Virgo. Fue descubierta por Charles Messier en 1779.
Su magnitud conjunta en banda B (filtro azul) es igual a la 10.5. Como su vecina M90, ésta es una galaxia anémica con un contenido en hidrógeno neutro y una tasa de formación estelar bajas comparada con otras galaxias de tipo similar, y además concentrado el primero en "grumos" dentro del disco visible de la galaxia (donde además se halla concentrada buena parte de su formación estelar). Se piensa que ello es debido al rozamiento de la galaxia con el gas caliente que llena el medio intergaláctico del Cúmulo de Virgo.
M58 es una galaxia con un núcleo galáctico activo (aunque de baja luminosidad), creyéndose que tiene un agujero negro en su centro con una masa de alrededor de 70 millones de masas solares y es también una de las pocas galaxias espirales conocidas que poseen un anillo nuclear ultra-compacto (UCNR en inglés), regiones de formación estelar dispuestas en un anillo, situadas en el centro de una galaxia, y de tamaño muy pequeño; estudios de alta resolución muestran también cómo su gas está acumulándose a diferentes escalas en ella, en especial en un pseudoanillo formado por dos brazos espirales apretados y separados de la barra galáctica. Ha llegado incluso a ser considerada como una galaxia con brote estelar por algunos autores.
M58 es una de las galaxias más brillantes del Cúmulo de Virgo. Dos supernovas se han observado en M58: la supernova tipo II 1988A y la supernova tipo I 1989M.

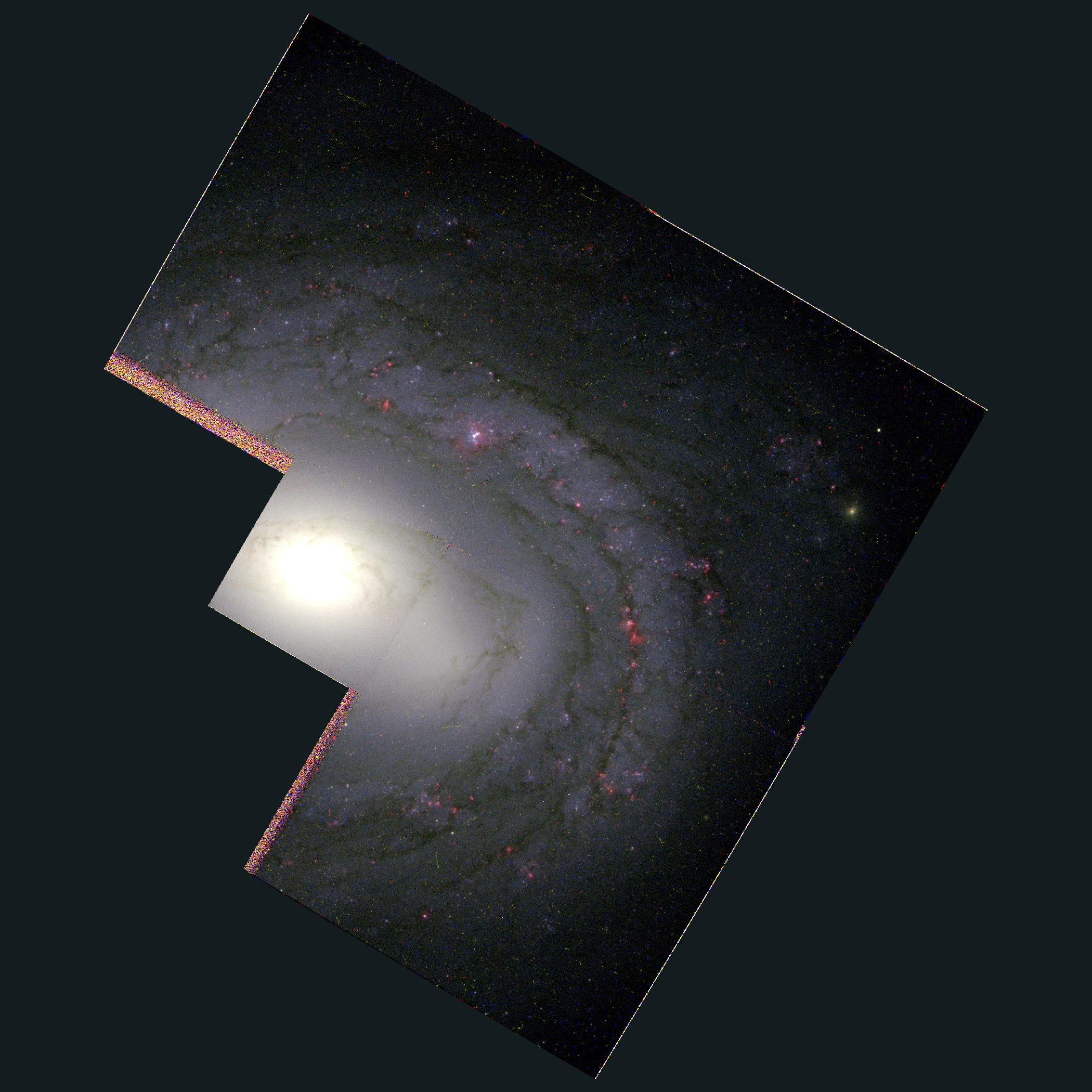
Vista del Hubble